# Josef Jílek (duchovní)
Josef Jílek (19. října 1908 Výheň – 20. dubna 1945 věznice Branibor nad Havolou) byl český katolický kněz, farář v Kunžaku (1935–1936), Katovicích (1936–1942) a Česticích (1942). Vysvěcen na kněze byl roku 1932. Za druhé světové války se zapojil do protinacistického odboje pod krycím jménem Jouzínek, byl členem buňky Karel odbojové organizace ÚVOD, pro kterou falšoval křestní listy a další dokumenty. 5. srpna 1942 byl zatčen a po necelých třech letech věznění sťat gilotinou. V roce 2020 vydala Česká pošta vlastní známku s portrétem P. Josefa Jílka a kostelem v Katovicích.

## Posmrtné pocty
- Československý válečný kříž 1939[1]
- Prezident Václav Havel mu v roce 1995 udělil medaili Za zásluhy I. stupně
- na katovické faře bylo zřízeno Centrum P. Josefa Jílka (společný projekt Římskokatolické farnosti Katovice a občanského sdružení BEZ).

### Filmy
- dokumentární film Statečný kněz režiséra Milana Kazdy z roku 2001, v: KAZDA, Milan. Statečný kněz. TV Noe [online]. 2001 [cit. 2019-08-31]. Datum vysílání pořízeném dne 2008-10-24.